# Landmand
En landmand er en person, der arbejder med landbrug. Normalt betegner det mere præcist en person, der ejer eller bestyrer en bedrift (et landbrug).
I Danmark har en faglært landmand gennemgået en teknisk og biologisk uddannelse på normalt 3½ år. Landmanden kan være specialiseret i enten planteavl eller pasning af dyr.
Antallet af landmænd har været i stærk tilbagegang i Danmark siden omkring 1900. I 2020 var der 7.500 landmænd med heltidslandbrug i selveje. Samtidig er størrelsen af de gennemsnitlige landbrugsbedrifter steget. Selvom betegnelsen "landmand" bruges om både mænd og kvinder, var 94 % af de danske landmænd på dette tidspunkt mænd.